# Louis B. Mayer Pictures
Louis B. Mayer Pictures (of Louis B. Mayer Productions) was een Amerikaanse filmproductiemaatschappij uit het tijdperk van de stomme film die actief was van 1918 tot 1924.

## Geschiedenis
Louis B. Mayer Pictures werd in 1918 opgericht door de in New England gevestigde theatereigenaar Louis B. Mayer en was gekend voor zijn kwaliteitsfilms. Een van de belangrijke Mayer-sterren was Anita Stewart, die van Vitagraph Studios kwam. Het bedrijf had een langlopende distributieovereenkomst met First National Pictures. Mayer benoemde Irving Thalberg tot hoofd productie na zijn periode bij Universal Pictures.
In 1924 maakte het bedrijf deel uit van een reeks fusies door Marcus Loew, die Metro Pictures, Goldwyn Pictures en Louis B. Mayer Pictures samenbracht in één bedrijf, Metro-Goldwyn-Mayer, dat een belangrijke studio werd in het klassiek Hollywood-tijdperk. Hoewel het nieuwe bedrijf aanvankelijk bekendstond als Metro-Goldwyn, werd binnen een jaar de naam Mayer aan de titel toegevoegd als erkenning voor zijn sleutelrol in de studio.

## Films (selectie)
- 1918: Virtuous Wives van George Loane Tucker met Anita Stewart
- 1919: Her Kingdom of Dreams van Marshall Neilan met Anita Stewart
- 1920: The Yellow Typhoon van Edward José met Anita Stewart
- 1922: Rose o’ the Sea van Fred Niblo met Anita Stewart
- 1923: The Eternal Struggle van Reginald Barker met Renée Adorée
- 1924: Thy Name is Woman van Fred Niblo met Ramón Novarro en Barbara La Marr
- 1924: His Hour van King Vidor met Aileen Pringle en John Gilbert